# Scoloplella capensis
Scoloplella capensis är en ringmaskart som beskrevs av Francis Day 1963. Scoloplella capensis ingår i släktet Scoloplella och familjen Orbiniidae. Inga underarter finns listade i Catalogue of Life.